# DuBois, Pennsylvania
DuBois är en ort i Clearfield County i delstaten Pennsylvania, USA.